# 青州市南站
青州市南站是一个胶济铁路和益羊铁路上的铁路车站，曾用名益都站、青州市站，位于山东省潍坊市青州市益都街道，建于1903年，目前为二等站，邮政编码为262500。车站曾办理客运业务，现仅办理货运业务：办理整车、零担、集装箱货物发到 。